# Sadaharu Yagi
Sadaharu Yagi es un ingeniero de grabación, ingeniero de mezcla y productor musical nacido en Japón, y con sede en Los Ángeles. Es ganador del Premio Grammy y 2 Premios Grammy Latinos. Sus trabajos van desde Rock Alternativo hasta Mainstream Pop.

## Vida y educación
Yagi nació en Kitakyushu, Japón. Comenzó su carrera profesional como músico. Después de graduarse en la Universidad de Kyushu (antiguo Instituto de Diseño Kyushu), estudiando Acústica, se mudó a Los Ángeles y empezó a trabajar en Mad Dog Studios, siendo este un estudio de producción y grabación musical de Dusty Wakeman, quien es productor discográfico y presidente de Mojave Audio.

## Carrera
En 2013, Yagi recibió un Grammy Latino por su trabajo Vida, en el álbum de Draco Rosa, grabado en colaboración con Ricky Martin, Maná, Shakira, Juanes, Mark Anthony, Alejandro Sanz, y muchos otros. Este álbum también le trajo otro Grammy en la entrega número 56 de los Premios Grammy, en la categoría "Mejor Álbum Pop Latino". En el mismo año, el álbum de Sara Bareilles, The Blessed Unrest, en el que Yagi participó, también fue nominado “Álbum del Año”.
En 2019, Y produjo la canción "We Are Walking On" para el Programa de las Naciones Unidas para el Medio Ambiente (PNUMA) y el Día Mundial del Medio Ambiente, y lo dedicó a la protección de la tierra y a la promoción de Objetivos de Desarrollo Sostenible.
Yagi recibió su tercer Grammy en la entrega número 20 de los Premios Grammy Latinos en la categoría "Mejor Álbum de Rock", por Monte Sagrado de Draco Rosa, siendo No.1, durante 2 semanas, en la lista Billboard de los Álbumes de Pop Latinos. También fue nominado como productor por "Hotel de los Encuentros", el cual incluye múltiples pistas de Monte Sagrado con animación.
Yagi ha participado en muchos proyectos galardonados con discos de oro y platino, incluidos el álbum Now de Shania Twain, que llegó a ser No.1 en EE.UU, el Reino Unido, Canadá y Australia.
Actualmente se desempeña como Embajador de Buena Voluntad de la ciudad de Kitakyushu, Japón.

## Premios y nominaciones
| Año  | Premio                              | Categoría                         | Resultado | Ref. |
| ---- | ----------------------------------- | --------------------------------- | --------- | ---- |
| 2013 | 14.ª Entrega Anual del Latin Grammy | Álbum del Año                     | Ganador   | *    |
| 2014 | 56.ª Entrega Anual Grammy           | Mejor Álbum de Pop Latino         | Ganador   | *    |
| 2019 | 20.ª Entrega Anual del Latin Grammy | Mejor Álbum de Rock               | Ganador   | *    |
| 2019 | 20.ª Entrega Anual del Latin Grammy | Mejor Video Musical Versión Larga | Nominado  | *    |